# Capri (serie videoludica)
La serie Capri è una serie videoludica italiana creata dagli sviluppatori campani Silvio e Gey Savarese. È composta da un totale di tre avventure grafiche: Un tranquillo week-end a Capri, Anacapri the Dream ed I misteri di Capri 2.
Tutti e tre i titoli sono stati adattati in inglese per il mercato internazionale con i titoli di A Quiet Weekend in Capri per il primo, Anacapri the Dream (quindi col titolo inalterato) per il secondo e The Capri Connection per il terzo.
I primi due titoli erano originariamente distribuiti su 2 CD-ROM ciascuno. Dopo l'uscita del secondo capitolo, i primi due titoli sono stati successivamente inclusi in una raccolta su un unico DVD-ROM contenente entrambi i primi due titoli, chiamata I misteri di Capri (senza indicazione numerica). L'edizione DVD-ROM include leggere modifiche al codice software, tra cui il quantitativo di slot per i salvataggi del giocatore nel secondo titolo della saga, che passa da 3 a 6.
Il terzo titolo, I misteri di Capri 2, è stato distribuito direttamente su di un unico DVD-ROM.

## Gameplay
Il gameplay della serie Capri è fortemente basato su altre famose avventure grafiche, specialmente sulla serie Myst, in cui il giocatore esplora e naviga attraverso il territorio giocabile cliccando su una serie di foto rappresentanti l'ambientazione: in totale, solo per il primo capitolo della serie, sono state usate più di 4.500 fotografie reali dell'isola di Capri e del mar Mediterraneo. Il giocatore, durante la sua avventura, dovrà completare una serie di enigmi e puzzle per avanzare nella trama. Inoltre, l'esplorazione del territorio da parte del giocatore per racimolare oggetti ed ingredienti è una parte fondamentale del gameplay.
Di media, tutti e tre i titoli, richiedono dalle 15 alle 20 ore ciascuno per essere completato.

## Trama
Nel primo capitolo della serie, Un tranquillo week-end a Capri, il giocatore interpreta un turista che visita l'isola di Capri con la speranza di poter passare un fine settimana di relax per poi rendersi conto che le cose diventano sempre e sempre più strane una volta arrivato sull'isola.
In Anacapri the Dream, il giocatore ritorna nella regione nord dell'isola di Capri dove viene incaricato di ritrovare un misterioso disco di ossidiana per evitare la distruzione dell'isola. In questo secondo titolo, il giocatore entrerà in un'avventura che richiama personaggi della mitologia romana e greca, e che presenta forti influenze fantascientifiche e psichedeliche.
Nell'ultimo gioco della serie, I misteri di Capri 2, il giocatore interpreta un uomo chiamato Nico Fredi. Durante la collisione di due universi paralleli causata dalla sperimentazione del Dr. Costanzo Gravitiello, la mente del protagonista verrà scambiata con quella del suo equivalente nel secondo universo, il dottor Nick Freuds. Durante l'avventura, l'obbiettivo del giocatore sarà quello di trovare un modo di evitare la collisione e completa fusione irreversibile di entrambi gli universi.

## Sviluppo
Tutti i capitoli della serie sono stati sviluppati da un team di padre-figlio, composto da Silvio e Gey Savarese. Silvio ha iniziato a interessarsi ai videogiochi all'età di 12-13 anni, quando ha iniziato a giocare alle avventure testuali della società Adventure International, del game designer Scott Adams, che lo ha ispirato a iniziare a creare i propri puzzle-game. La sua filosofia era quella di creare qualcosa che permettesse al giocatore di evadere dalla sua vita quotidiana.
La genesi dell'idea è nata scattando foto in giro per l'isola di Capri: i due hanno iniziato a giocare con queste immagini e a cercare di creare un insieme più ampio. Mentre Gey si concentrava sulla programmazione, Silvio aveva il compito di lavorare sulla narrazione. Gey era appassionato di fantascienza e ammirava autori come Robert Scheckley, Jack Vance e Isaac Asimov, che hanno influenzato gran parte della trama. Si sono anche assicurati che l'umorismo giocasse un ruolo importante.
Dopo aver creato una demo del primo gioco, i due hanno dovuto ottenere il permesso dalle parti interessate per utilizzare tutte le foto. A causa della scarsa conoscenza del software, Gey si accontentò di un'interfaccia semplice, che servisse allo scopo e permettesse alle immagini di raccontare la storia; i due pensarono che se i giochi testuali di Adams potevano essere influenzati solo dal testo, la loro semplice tecnologia sarebbe stata sufficiente. Il Comune di Capri ha dato al duo il permesso di girare in molti luoghi iconici e ha sostenuto il gioco; ad esempio ha creato una serie di eventi pubblicitari per promuovere l'uscita del gioco in Italia il 31 maggio 2003.
I misteri di Capri 2, il primo gioco della serie interamente realizzato da Gey Savarese, è stato anche il primo a utilizzare location al di fuori di Capri, comprese ambientazioni come la città di Napoli.
Il terzo ed ultimo titolo, I misteri di Capri 2 è diventato disco d'oro il 9 febbraio 2004 e la spedizione ai rivenditori nordamericani era prevista per l'inizio di marzo, con un CD bonus per la colonna sonora.

## Accoglienza

### Un tranquillo week-end a Capri
Un tranquillo week-end a Capri ha ricevuto recensioni «miste» secondo il sito di aggregazione di recensioni Metacritic dandogli un voto d'aggregazione di 63/100. IGN ha scritto: «Ha suoni piuttosto buoni e una trama che può essere descritta solo come diversa - nel senso che ti tiene all'oscuro di quasi tutto per tutta la durata del gioco», mentre GameSpot ha commentato che la «presentazione del gioco gli fa pochi favori [...] sembra tutto molto amatoriale e a buon mercato». GameZone ha ritenuto che si tratti di un «acquisto decisamente conveniente».

### Anacapri the Dream
Anacapri the Dream ha ricevuto recensioni «sfavorevoli» secondo Metacritic, che gli ha assegnato un voto aggregato di 39/100.
GameSpot ha paragonato il secondo capitolo al gameplay dei titoli d'avventura dei primi anni novanta, descrivendolo come un «pezzo pseudo-nostalgico» che non è divertente da giocare. Game Chronicles ha sostenuto che l'uso di fotografie reali (più di 2700 in questo secondo capitolo) è la prova che i videogiochi non richiedono immagini generate al computer per essere piacevoli.

### I misteri di Capri 2
GameBoomers ha espresso delle riserve sul terzo capitolo della serie, ma si è complimentato per la sua capacità di illustrare una parte esotica del mondo (dal punto di vista americano) non vista in altri videogiochi. Adventure Classic Gaming ha scritto che «immergersi in scenari mozzafiato ed esplorare la notevole cultura» è un modo ammirevole di sperimentare la regione. Nel frattempo, Adventure Gamers ha affermato che «le splendide ambientazioni del gioco sono state annullate dai suoi personaggi stereotipati e dalla sua trama assurda».